# Casa Nova
Ne doit pas être confondu avec Casanova (homonymie).
Casa Nova est une municipalité brésilienne de l'État de Bahia et la microrégion de Juazeiro.